# EndNote
EndNote — коммерческая система управления библиографической информацией, применяемая для управления ссылками и библиографией, позволяющая отформатировать их согласно многочисленным стандартам цитирования. Компания-производитель — Clarivate Analytics (в настоящее время, ранее — Thomson Reuters).